# Linéotim
Linéotim est le nom donné au réseau de transport en commun desservant les communes du territoire de Morlaix Communauté. Crée en juillet 2018, il reprend les lignes et services des anciens réseaux TIM (urbain) et Linéo (périurbain) tout en subissant quelques modifications. Il est exploité depuis cette date par Keolis Morlaix Communauté (filiale du groupe Keolis). Depuis septembre 2022, le réseau Linéotim est devenu gratuit grâce à la volonté de Jean-Paul Vermot, président de Morlaix Communauté, afin de faciliter les déplacements au sein de la communauté d'agglomération.

## Historique

### D'avant guerre jusqu'à 1991
Au début du XXe siècle, Morlaix est une ville dynamique disposant d'un petit service de deux lignes d'omnibus à cheval de 6 à 8 places. Il est lancé à l'initiative des hôteliers de la ville et relie la gare de Morlaix à l'hôtel de l'Europe et à l'hôtel du Commerce en centre-ville d'une part, et la gare de Morlaix aux hôtels de la rue de Brest d'autre part. Ce service perdura jusqu'à l'aube de la Première Guerre Mondiale. À la fin de cette dernière, le service ne sera pas reconduit et la ville de Morlaix, comme beaucoup d'autres, profitera de l'essor et des avancées de l'automobile.
Au début des années 1960, le groupe sarthois Verney absorbe la Compagnie Armoricaine de Transport (CAT) et commence l'exploitation d'un petit réseau en étoile de quelques lignes au départ de l'hôtel de ville en direction des quartiers de Morlaix et Saint-Martin-des-Champs. L'exploitation était assurée par 7 véhicules de type Verney RI mis en service entre mars et septembre 1958. Au milieu des années 1970, le service est réduit et le parc est entièrement remplacé par 5 véhicules plus récents de marque CBM. Les véhicules sont numérotés 1 à 5.
En décembre 1979, la ville de Morlaix décide de prendre en main son petit réseau de transport et rachète les 5 véhicules de la CAT. Elle crée pour l'occasion un Syndicat Intercommunal à Vocation Multiple (SIVOM). Il confie à la CAT l'exploitation des lignes pour 3 ans, reconductibles. En 1982, la CAT est reconduite mais voit sa convention dénoncée en 1984 par la municipalité de Morlaix à la suite de grèves importantes au sein du groupe Verney qui affectent durablement l'exploitation. Durant cette courte période trois véhicules viennent renforcer le parc qui ne disposait alors pas de réserve.
Une consultation est lancée par la ville afin de trouver un nouvel exploitant en 1985 durant laquelle cinq candidats déposeront une offre: la CGEA, la CFT, le groupe Transexel, le groupe Verney et la CGFTE. En octobre 1985 après d'âpres négociations, c'est la Compagnie Générale Française des Transports et d'Entreprise (CGFTE) qui est choisie pour exploiter le réseau à partir de janvier 1986. La Société d'Exploitation des Transports de l'Agglomération Morlaisienne (SETAM) est créée pour assurer cette dernière.
Le réseau est alors composé de 6 lignes radiales en boucle numérotées de 1 à 6 partant toutes de la Place Cornic. À noter que la sixième ligne était sous-traitée aux Voyages Merer. Quelques mois après le début de l'exploitation du réseau, il est rapidement observé que le parc est sous-dimensionné du fait d'un manque de réserve et du vieillissement de certains véhicules. Entre 1986 et 1988, 5 autobus seront mis en service pour palier à ces diverses difficultés.
Le réseau de 1986 se composait des lignes suivantes: .
- 1 = Place Cornic → Gare SNCF → Pors an Trez → Le Gouëlou → C.C. Saint-Martin → Mairie de Saint-Martin → Gare SNCF → Place Cornic
- 2 = Place Cornic → Traoulen → Hôpital → Saint-Fiacre → Hôpital → Kernegues → Traoulen → Place Cornic
- 3 = Place Cornic → Coatserho → Vierge Noire → La Boissière → La Madeleine → Coatserho → Place Cornic
- 4 = Place Cornic → La Madeleine → Kerfraval → C.Cial La Boissière → La Madeleine → Place Cornic
- 5 = Place Cornic → Gambetta → Saint-Augustin → Le Binigou → Place Cornic
- 6 = Place Cornic → La Madeleine → Kerozar → Aéropôle → Ploujean → Aéropole → Kerozar → La Madeleine → Place Cornic

### Avènement de la TIM et son évolution jusqu'à 2010
En 1988, la ville de Morlaix exprime son mécontentement sur les services proposés par la SETAM, qui ne correspondaient alors pas aux attentes, au point de regretter l'époque de la CAT. Elle décide de rompre le contrat de la CGFTE et de relancer une procédure afin de trouver un nouvel exploitant. Après consultation et délibération, c'est le groupe Transexel qui reprend l'exploitation du réseau en 1989 suscitant dès son arrivée la controverse dans la mesure où le réseau est réduit à une seule ligne. Cette situation perdurera jusqu'à fin 1990.

Le 1er janvier 1991, la Compagnie des Transports Morlaisiens (CTM) lance le réseau TIM (Transports Intercommunaux Morlaisiens) avec un réseau remanié et une nouvelle identité visuelle. Celle-ci est basée sur un petit bonhomme de couleurs rouge et verte et d'un logo bleu où figure le nom du réseau. Les couleurs choisies reprennent celles des trois lignes du réseau. Le réseau se décompose alors de 3 lignes régulières et 4 lignes à vocation scolaires accessibles à tous. Ces dernières sont créées afin de réguler la charge des lignes 1 et 2 en heure de pointe et de relier les différents quartiers aux établissements scolaires principaux de Morlaix uniquement en période scolaire.

Logo du réseau TIM de 1991 à 1994.

Le réseau de 1991 se composait des lignes suivantes: .
- 1 = Solidarité ↔ C.C. La Boissière ↔ Kerfraval ↔ Madeleine ↔ Cornic ↔ Gare SNCF ↔ Pors an Trez ↔ Le Gouëlou ↔ C.C. Saint-Martin

- 2 = Kernegues ↔ Hôpital ↔ Traoulen ↔ Place Cornic ↔ Coatserho ↔ Vierge Noire (puis desserte différente selon les indices de ligne)
  - 2A = Vierge Noire ↔ Aéropôle ↔ Aéroport
  - 2B = Vierge Noire ↔ Ploujean Place
  - 2C = Vierge Noire ↔ Aéropôle ↔ Kerozar ↔ C.C. Boissière
- 3 = Place Cornic ↔ Théâtre → Saint-Augustin → Feunteun Izella → Le Binigou → Pontro → Théâtre ↔ Place Cornic
- A = Notre-Dame-du-Mur ← Lycée Corbière ↔ Les 3 Chênes ↔ Le Binigou ↔ C.C. Saint-Martin ↔ Le Gouëlou ↔ Pors an Trez
- A' = Les 3 Chênes → Le Binigou → C.C. Saint-Martin → Le Gouëlou → Pors an Trez → Gare SNCF → Traoulen → Lycée Corbière
- B = Lycée Corbière ↔ Traoulen ↔ Trevidy ↔ Coat Congar ↔ Kerfraval ↔ C.C. La Boissière ↔ Solidarité ↔ Vierge Noire → Ploujean
- B' = Kerozar → C.C. La Boissière → Kerfraval → La Madeleine → Cornic → Traoulen → Lycée Corbière

Deux autobus d'occasion sont mis en service en octobre 1991 afin de renouveler les deux véhicules les plus anciens. Le parc est alors composé de 9 véhicules. Une nouvelle numérotation est mise en place avec le premier véhicule portant le numéro 11. Cette numérotation a dès lors été plus ou moins suivie et persiste aujourd'hui encore dans le renouvellement de matériel.

En 1994, l'identité visuelle change et accompagne le déploiement de la charte graphique des véhicules (bas de caisse bleu avec un liseré vert sur la caisse et en toiture). 

Logo du réseau TIM de 1994 à 2010

Entre 1995 et 1998, le parc subit un nouveau renouvellement avec l'arrivée de 5 véhicules. En 1997, la CTM (Keolis) est reconduite pour l'exploitation du réseau TIM jusqu'en décembre 2003. En septembre 1998, la Ligne 1 est remaniée afin de desservir le quartier du Binigou et la nouvelle zone commerciale du Launay. Trois indices sont créés afin de faire la distinction selon la desserte: 
- Ligne 1A = C.C. Saint-Martin → Z.I. Keriven (terminus) → Le Launay → Le Gouëlou puis itinéraire retour jusqu'à Solidarité

- Ligne 1B = C.C. Saint-Martin → Le Binigou (terminus) → Mairie de Saint-Martin → Le Gouëlou puis itinéraire retour jusqu'à Solidarité
- Ligne 1C = C.C. Saint-Martin (terminus) → Mairie de Saint-Martin → Le Gouëlou puis itinéraire retour jusqu'à Solidarité

En janvier 2000, la compétence transport est transférée du SIVOM à la Communauté d'Agglomération du Pays de Morlaix (CAPM) nouvellement créée. Des études sont lancées début 2001 pour la construction d'un nouveau centre d'exploitation alors que l'ancien était jugé inadapté. Plusieurs lieux seront envisagés comme la zone de l'Aéropôle mais c'est finalement la zone industrielle de Keriven qui accueillera le nouveau dépôt. La construction s'étale d'avril 2001 à mai 2002. L'inauguration de celui-ci a eu lieu le 4 mai 2002.
En 2003, la CTM (Keolis) est reconduite pour l'exploitation du réseau TIM jusqu'en août 2009. Le réseau est restructuré à la rentrée de septembre 2004 avec la création de la Ligne 4. Cette dernière permet de simplifier les Lignes 1 et 2 qui devenaient peu lisibles à cause des multiples indices qu'elles comportaient. À noter que le réseau n'avait pas connu de modifications significatives depuis 1991.
Le réseau de 2004 se composait des lignes suivantes:
- 1 = Solidarité ↔ C.C. La Boissière ↔ Coat Congar ↔ La Madeleine ↔ Place Cornic ↔ Gare SNCF ↔ Pors an Trez ↔ Le Gouëlou ↔ C.C. St-Martin
- 2 = C.C. Saint-Fiacre ↔ Kernegues ↔ Hôpital ↔ Traoulen ↔ Place Cornic ↔ Coatserho ↔ Vierge Noire ↔ Ploujean → Desserte intra-Ploujean
- 3 = Place Cornic ↔ Théâtre → Saint-Augustin → Feunteun Izella → Le Binigou → Pontro → Théâtre ↔ Place Cornic
- 4 = Aéroport ou Aéropôle ↔ C.C. La Boissière ↔ Trevidy ↔ Traoulen ↔ Place Cornic ↔ Les Écluses ↔ Le Gouëlou ↔ Z.I ar Brug ou Z.I. Keriven
- A = Notre-Dame-du-Mur ← Lycée Corbière ↔ Les 3 Chênes ↔ Le Binigou ↔ C.C. Saint-Martin ↔ Le Gouëlou ↔ Pors an Trez
- A' = Les 3 Chênes → Le Binigou → C.C. Saint-Martin → Le Gouëlou → Pors an Trez → Gare SNCF → Traoulen → Lycée Corbière
- B = Lycée Corbière ↔ Traoulen ↔ Trevidy ↔ Coat Congar ↔ Kerfraval ↔ C.C. La Boissière ↔ Solidarité ↔ Vierge Noire → Ploujean
- B' = Kerozar → C.C. La Boissière → Kerfraval → La Madeleine → Cornic → Traoulen → Lycée Corbière

Le 1er juillet 2005, un service de transport à la demande nommé "Allo Transport" est lancé à titre expérimental sur les communes de Morlaix et Saint-Martin-des-Champs. Ce service est destiné aux personnes à mobilité réduite en complément du réseau régulier et du service de TAD déjà en place. Un Renault Master est loué pour l'occasion. En septembre 2005, la Ligne 4 est légèrement restructurée avec le déploiement de la ligne dans la zone du Launay abandonnant la desserte de celle de Keriven faute de fréquentation. Le service "Allo Transport" connait un engouement important à son lancement qui entraîne son extension à la commune de Lanmeur en décembre 2005. Cette extension est exploitée par la CAT. À noter qu'entre 2003 et 2005, 3 nouveaux véhicules ont été mis en service afin de renforcer et de renouveler le parc.
En juin 2006, la CTM change de nom au profit de Keolis Morlaix. Le nom commercial du réseau ne change pas quant à lui mais adopte la signature « Groupe Keolis » dans le logo. En juillet, le terminus de la Ligne 1 « Solidarité » devient le premier arrêt accessible aux personnes à mobilité réduite En septembre, l'expérimentation du service « Allo Transport » s'achève sur un bilan positif et est pérennisé. Les lignes express A' et B' deviennent A1 et B1.
L'année 2007 voit l'ouverture du site internet du réseau et le lancement du service Timéo permettant de connaitre les horaires de passage d'une ligne par téléphone. Le premier autobus équipé d'une rampe PMR est inauguré en juin 2007. Le 15 novembre 2008, la Ligne 5 est créée. Elle permet de rejoindre le centre-ville au nouvel Espace Aquatique situé zone de Saint-Fiacre par la rue de Brest à raison de 5 aller-retours de 13h45 à 18h15 les mercredis et vendredis en période scolaire ainsi que du lundi au samedi en période de vacances.
En mars 2009, l'expérimentation sur le réseau de l'usage d'autobus à gabarit réduit est réalisée en vu d'un investissement de ce genre de véhicule pour le prochain contrat. Les usagers ont eu l'occasion de donner leur avis. À l'issue du renouvellement de la délégation de service public (DSP), Keolis Morlaix est reconduite en juillet 2009 pour l'exploitation du réseau TIM à partir de septembre 2009 jusqu'à juin 2017.

### Le réseau TIM à l'assaut des années 2010 jusqu'à sa disparition
Début 2010 est annoncée une restructuration du réseau avec la mise en place de nouveaux services devant intervenir au mois de juin. En février, le service "Allo Transport" prend la dénomination "Flexo" et est étendu à l'ensemble du territoire de Morlaix Communauté et deux lignes de TAD sont inaugurées sous l'appellation "Flexo"; l'une vers Plourin-lès-Morlaix et Le Cloître-Saint-Thégonnec et la seconde vers Sainte-Sève. L'exploitation est alors réalisée par des taxis.

Le 3 juillet 2010, le réseau est restructuré. La charte graphique est renouvelée intégralement et les anciennes couleurs blanc, bleu et vert laissent leur place à un rouge unifié. Les itinéraires sont revus ainsi que les temps de parcours tandis que les taris restent inchangés. Quatre véhicules sont mis en service afin de renouveler et renforcer le parc. Morlaix Communauté espère ainsi voir la fréquentation d'augmenter de 32%. Une nouvelle ligne de TAD "Flexo" reliant la Place Cornic au quartier du Binigou est inaugurée en compensation de la restructuration du réseau.

Logo des TIM de 2010 à 2018

Le réseau de 2010 se composait des lignes suivantes:
- 1 = Solidarité ↔ C.C. La Boissière ↔ Kerfraval ↔ La Madeleine ↔ Place Cornic ↔ Gare SNCF ↔ Mairie de Saint-Martin ↔ C.C. Saint-Martin
- 2 = C.C. Saint-Fiacre ↔ Kernegues ↔ Hôpital ↔ Traoulen ↔ Place Cornic ↔ Coatserho ↔ Vierge Noire ↔ C.C. La Boissière ↔ Aéroport
- 3 = Le Launay ↔ C.C. St-Martin ↔ Le Gouëlou ↔ Pors an Trez ↔ Gare SNCF ↔ Cornic ↔ Vierge Noire ↔ Ploujean → Desserte intra-Ploujean
- 4 = Penlan ↔ La Madeleine ↔ Place Cornic ↔ IUT ↔ Gare SNCF ↔ Saint-Augustin ↔ ↔ Les 3 Chênes ↔ Espace Aquatique
- A = Lycée Corbière ↔ Les 3 Chênes ↔ Le Binigou ↔ C.C. Saint-Martin ↔ Le Gouëlou ↔ Pors an Trez
- A1 = Les 3 Chênes → Le Binigou → C.C. Saint-Martin → Le Gouëlou → Pors an Trez → Gare SNCF → Traoulen → Lycée Corbière
- B = Lycée Corbière ↔ Traoulen ↔ Trevidy ↔ Coat Congar ↔ Kerfraval ↔ C.C. La Boissière ↔ Solidarité ↔ Vierge Noire → Ploujean

À noter que les lignes 5 et B1 sont supprimées. La ligne 4 effectue un piston spécifique chaque mardi et vendredi matin afin de desservir Les Restaurants du Cœur.
Le 21 octobre 2013, une ligne de TAD "Flexo" est mise en place pour desservir Garlan, durant les vacances uniquement. Le 1er septembre 2014, une nouvelle ligne de TAD dite "Flexo Saint-Germain" est mise en place afin d'assurer de nouveau la desserte de ce quartier à Saint-Martin-des-Champs abandonnée en 2010. Lors d'une expérimentation pendant le 1er semestre de 2014, la Ligne 4 retrouve une partie de son ancien tracé dont le terminus Ar-Brug.
Fin 2015, un véhicule est livré à Morlaix en renfort et une expérimentation est lancée du 04 au 12 décembre. Cette dernière a pour but de tester un véhicule de type Bolloré Bluebus de 6 mètres dans l'hyper-centre de Morlaix entre la Place du Pouliet et l'IUT via l'hôtel de ville et la Place Cornic. Avec un passage toutes les 20 minutes, elle circulait du lundi au samedi sur la plage de fonctionnement du réseau urbain. Suite à l'expérimentation, les élus de Morlaix Communauté n'ont pas donné suite jugeant la fréquentation insuffisante au regard de l'investissement nécessaire pour assurer un tel service.
En 2016 est testé en service commercial un véhicule de type Heuliez GX 337 Hybride durant deux semaines. Ce test avait pour but de donner un arbitrage sur les futures évolutions du parc. En 2017, Morlaix Communauté renouvelle sa confiance à Keolis pour la gestion de son réseau de transport en commun jusqu'en 2025 avec comme principal défi la fusion du réseau urbain TIM et du réseau périurbain Linéo sous une même marque: Linéotim.

### Le réseau Linéotim de 2018 jusqu'à aujourd'hui
L'inauguration du réseau est réalisée le 7 juillet 2018 sur le parvis de la gare en présence de nombreux élus. À l'occasion du changement de nom, la charte graphique est renouvelée et les véhicules, bus comme autocars, adoptent une livrée plus graphique. Les réseau est alors composé des lignes urbaines suivantes:
- 1 = Keriven ↔ C.C. St-Martin ↔ Mairie St-Martin ↔ Gare SNCF ↔ Place Cornic ↔ La Madeleine ↔ Kerfraval ↔ C.C. Boissière ↔ Solidarité
- 2 = Espace Aquatique ↔ C.C. St-Fiacre ↔ Lycée Corbière ↔ Place Cornic ↔ Vierge Noire ↔ C.C. Boissière ↔ Centre Multiservice ↔ Aéroport
- 3 = Le Launay ↔ Le Gouëlou ↔ Mairie St-Martin ↔ Gare SNCF ↔ IUT ↔ Place Cornic ↔ Vierge Noire ↔ Ploujean → Desserte intra-Ploujean
- 4 = Penlan ↔ La Madeleine ↔ Place Cornic ↔ IUT ↔ Saint-Germain ↔ Le Gouëlou ↔ C.C. Saint-Martin
- A = Lycée Corbière ↔ Les 3 Chênes ↔ Le Binigou ↔ C.C. Saint-Martin ↔ Le Gouëlou ↔ Pors an Trez
- A1 = Les 3 Chênes → Le Binigou → C.C. Saint-Martin → Le Gouëlou → Pors an Trez → Gare SNCF → Traoulen → Lycée Corbière
- B = Lycée Corbière ↔ Traoulen ↔ Trevidy ↔ Coat Congar ↔ Kerfraval ↔ C.C. La Boissière ↔ Solidarité ↔ Vierge Noire → Ploujean

Complémentairement, le réseau est composé des lignes périurbaines et interurbaines suivantes:
- 20 = Morlaix ↔ Plouezoch ↔ Plougasnou ↔ Saint-Jean-du-Doigt
- 28 = Morlaix ↔ Locquénolé ↔ Carantec
- 30 = Morlaix ↔ Garlan ↔ Plouégat-Guérand ↔ Lanmeur ↔ Guimaëc ↔ Locquirec ↔ (Lannion - partenariat avec Lannion-Trégor Communauté)
- 36+ = Morlaix ↔ Plourin-lès-Morlaix ↔ Plougonven ↔ Lannéanou ↔ Le Cloître Saint-Thégonnec
- 40 = Morlaix ↔ Plouigneau ↔ Le Ponthou ↔ Plouégat-Moysan ↔ Guerlesquin ↔ Botsorhel
- 40+ = Morlaix ↔ Plougonven ↔ Saint-Eutrope ↔ Plouigneau
- 70 = Morlaix ↔ Saint-Thégonnec-Loc-Eguiner

- 29 = Morlaix ↔ Taulé ↔ Henvic ↔ Roscoff
- 36 = Morlaix ↔ Plourin-lès-Morlaix ↔ Lannéanou ↔ Carhaix-Plouguer
- 60 = Morlaix ↔ Pleyber-Christ ↔ Plounéour-Ménez ↔ Huelgoat ↔ Quimper

Les lignes 36+ et 40+ sont à titre expérimentales. En effet, elles assurent des dessertes complémentaires par rapport aux lignes 36 et 40. L'expérimentation de la 40+ sera abandonnée en juin 2020 faute de fréquentation; celle de la 36+ sera pérennisée sur l'ensemble du contrat. Dans le cadre de la mise en application de la loi NOTRe, l'ancienne ligne département 28 (Morlaix↔Carantec) intègre le giron communautaire ainsi que plusieurs services scolaires associés sans changer de numérotation. Deux lignes de TAD sont également mises en service entre Sainte-Sève et Morlaix d'une part et entre la Place Cornic et les quartiers saint-martinois du Binigou et Pors an Trez d'autre part.
En 2019, un mouvement social impacte l'exploitation du réseau. Les revendications portant sur des temps de parcours inadaptés sont entendues et des modifications sont mises en place lors du premier trimestre 2019. Trois nouveaux véhicules sont mis en service afin de renouveler et renforcer le parc. entre février et juin. À la rentrée de septembre, la ligne 4 est légèrement modifiée dans le secteur de la Madeleine. En effet, au lieu de desservir le cœur du quartier, elle effectuera une tangente afin de desservir l'AFPA de Morlaix. En 2020, l'exploitation général du réseau est impactée par la crise de Covid-19. Le système d'aide à l'exploitation et à l'information voyageur (SAEIV) est renouvelé à partir de fin 2020.
En février 2021 est inauguré le service de location de vélos à assistance électrique Vélinéo. Avec le changement de tendance politique lors des élections municipales de 2020, une nouvelle expérimentation de service de navette de centre-ville est lancée à partir du mois de juillet 2021 pour 6 mois. Cette nouvelle ligne appelée "La Navette" relie le quartier du Val Fleuri au quartier du Pouliet, le centre-ville, la Place Cornic, l'IUT jusqu'à la maison de retraite de Saint-François. Forte du succès rencontré, l'expérimentation sera étendue d'un an.
En septembre 2022, le réseau Linéotim devient gratuit sur l'ensemble du réseau. Un système de comptage est déployé à partir du mois de décembre sur les bus et autocars du réseau. Les premiers mois de la gratuité connaissent une forte augmentation de la fréquentation, notamment sur la partie urbaine. Au cours de l'été, il est décidé que le service de navette de centre-ville serait pérennisé et étendu avec la création d'une deuxième ligne devant relier la gare au centre-ville. Deux véhicules de type Bluebus 6 de nouvelle génération sont commandés.
En janvier 2023, le service de navette qui avait débuté en 2021 se transforme et adopte le numéro N1. En complément, la ligne N2 est également inaugurée le même jour entre Place Cornic et Gare SNCF via la rue de Brest rétablissant par ailleurs une desserte abandonnée en 2010. L'exploitation se fait avec deux Bolloré Bluebus 6. Ces deux nouvelles lignes connaissent une fréquentation très satisfaisante. Lors de la même période, la ligne scolaire A1 est supprimée et les lignes A et B sont exploitées en autocars en application de la loi LOM sur le transport des élèves sur des services purement scolaires.
En 2023 et 2024, deux véhicules ont été livrés afin de renouveler le parc. Au cours du printemps 2024, une modification est apportée à la ligne 3 suite à des plaintes de riverains. Elle abandonne la desserte des arrêts Guyader, Alain Colas, Surcouf et Rd-Pt du Puits au profit d'un piston pour desservir le quartier du Gouëlou. Durant l'été 2024 débute le renouvellement de la délégation de service public avec une prise de fonction en juillet 2025. Seul le groupe Keolis ayant répondu, le renouvellement de leur contrat a été acté au printemps 2025 pour une durée de 8 ans jusqu'en 2033. Le premier semestre 2025 est marqué par un mouvement social des conducteurs sur des négociations portant sur la revalorisation salariale. Plusieurs journées de grève ont eu lieu au cours du mois de juin 2025 empêchant l'inauguration du nouveau réseau de se tenir le 07 juillet.
La charte graphique du réseau est restée sensiblement identique aux années précédentes. Le réseau a été légèrement restructuré avec la création des lignes 5, 6, 60 et la renumérotation de la ligne 28 en 80 et 36+ en 50. À noter que le service Flexo Binigou et Flexo Sainte-Sève sont supprimés. Le réseau 2025 se compose des lignes suivantes:
- 1 = Keriven ↔ C.C. St-Martin ↔ Mairie St-Martin ↔ Gare SNCF ↔ Place Cornic ↔ La Madeleine ↔ Kerfraval ↔ C.C. Boissière ↔ Solidarité
- 2 = Espace Aquatique ↔ C.C. St-Fiacre ↔ Lycée Corbière ↔ Place Cornic ↔ Vierge Noire ↔ C.C. Boissière ↔ Kergariou ↔ Aéroport
- 3 = Le Launay ↔ Le Gouëlou ↔ Mairie St-Martin ↔ Gare SNCF ↔ IUT ↔ Place Cornic ↔ Vierge Noire ↔ Ploujean → Desserte intra-Ploujean
- 4 = Penlan ↔ La Madeleine ↔ Place Cornic ↔ IUT ↔ Saint-Germain ↔ Le Gouëlou ↔ C.C. Saint-Martin
- 5 = Les Morlaisiennes ↔ Traoulen ↔ Rue des Tulipes ↔ Guy le Normand ↔ Le Pilion ↔ Kersaudy ↔ Plourin-lès-Morlaix Bourg
- 6 = Place Cornic ↔ Traon ar Velin ↔ Les Prés ↔ Feunteun Izella ↔ Myrtilles
- N1 = Val Fleuri ↔ Le Pouliet ↔ Traoulen ↔ Hôte de Ville / Émile Souvestre ↔ IUT ↔ Saint-François
- N2 = Place Cornic ↔ Émile Souvestre / Hôtel de Ville ↔ Théâtre ↔ Saint-Augustin ↔ Poulfanc ↔ Gare SNCF
- 20 = Morlaix ↔ Plouezoch ↔ Plougasnou ↔ Saint-Jean-du-Doigt
- 30 = Morlaix ↔ Garlan ↔ Plouégat-Guérand ↔ Lanmeur ↔ Guimaëc ↔ Locquirec ↔ (Lannion - partenariat avec Lannion-Trégor Communauté)
- 40 = Morlaix ↔ Plouigneau ↔ Le Ponthou ↔ Plouégat-Moysan ↔ Guerlesquin ↔ Botsorhel
- 50 = Plourin-lès-Morlaix ↔ Plougonven ↔ Lannéanou ↔ Le Cloître Saint-Thégonnec
- 60 = Morlaix ↔ Pleyber-Christ ↔ Plounéour-Ménez
- 70 = Morlaix ↔ Sainte-Sève ↔ Saint-Thégonnec Loc-Eguiner
- 80 = Morlaix ↔ Locquénolé ↔ Carantec

- 929 = Morlaix ↔ Taulé ↔ Henvic ↔ Roscoff
- 936 = Morlaix ↔ Plourin-lès-Morlaix ↔ Lannéanou ↔ Carhaix-Plouguer
- 960 = Morlaix ↔ Pleyber-Christ ↔ Plounéour-Ménez ↔ Huelgoat ↔ Quimper

Durant le mois de novembre 2025 doit être lancé le service LinéoLib, un service de TAD zonal couvrant 4 zones sur le territoire de Morlaix Communauté.

## Le réseau communautaire Linéo
En septembre 2001 à l'occasion de la semaine des transports publics, la Communauté d'Agglomération du Pays de Morlaix (CAPM) met en place un réseau périurbain de 6 lignes gratuites desservant 15 communes autour de Morlaix afin d'expérimenter le potentiel de telles lignes en vu d'une pérennisation future. Ce réseau était composée des 6 lignes suivantes: 
- Morlaix ↔ Saint-Martin-des-Champs ↔ Taulé ↔ Henvic ↔ Carantec
- Morlaix ↔ Plouezoc'h ↔ Plougasnou
- Morlaix ↔ Garlan ↔ Plouégat-Guérand ↔ Lanmeur
- Morlaix ↔ Plouigneau ↔ Le Ponthou ↔ Plouégat-Moysan
- Morlaix ↔ Plourin-lès-Morlaix ↔ Plougonven
- Morlaix ↔ Pleyber-Christ ↔ Saint-Thégonnec

Le succès rencontré lors de cette expérimentation amène la CAPM à lancer en janvier 2004 un réseau périurbain qui sera géré par cette dernière mais exploité via des marchés publics par plusieurs entreprises locales comme Keolis Armor, les Voyages Merer, les Cars Rolland ou bien la CAT29. L'ensemble des services scolaires sont modifiés afin de coller à la nouvelle organisation. Ce réseau est alors composé des lignes suivantes:
- 80-20 = Morlaix ↔ Plouezoc'h ↔ Plougasnou ↔ Saint-Jean-du-Doigt
- 80-30 = Morlaix ↔ Garlan ↔ Plouégat-Guérand ↔ Lanmeur ↔ Guimaëc ↔ Locquirec ↔ (Lannion - partenariat avec Lannion-Trégor Communauté)
- 80-40 = Morlaix ↔ Plouigneau ↔ Le Ponthou ↔ Plouégat-Moysan ↔ Guerlesquin ↔ Botsorhel
- 80-50 = Morlaix ↔ Plourin-lès-Morlaix ↔ Plougonven ↔ Lannéanou ↔ Le Cloître-Saint-Thégonnec
- 80-60 = Morlaix ↔ Pleyber-Christ ↔ Plounéour-Ménez
- 80-70 = Morlaix ↔ Locquénolé ↔ Carantec
- 80-80 = Morlaix ↔ Sainte-Sève ↔ Saint-Thégonnec ↔ Loc-Eguiner-Saint-Thégonnec

Notes:
- La Ligne 52* Quimper ↔ Morlaix ↔ Roscoff du conseil général dessert Taulé, Henvic, Carantec, Pleyber-Christ et Plounéour-Ménez.
- La Ligne 61* Morlaix ↔ Carhaix-Plouguer du conseil général dessert Plourin-lès-Morlaix, Plougonven et Lannéanou.

*Les numéros sont ceux en vigueur avant la restructuration de 2011.
En 2011, le réseau Penn-ar-Bed du conseil général du Finistère subit une profonde restructuration avec une renumérotation de l'ensemble des lignes. Le réseau périurbain de Morlaix Communauté est légèrement restructuré pour suivre cette évolution. L'appellation "80-N° de ligne" disparaît au profit d'une numérotation plus simple. Le réseau est composé des lignes suivantes:
- 20 = Morlaix ↔ Plouezoc'h ↔ Plougasnou ↔ Saint-Jean-du-Doigt
- 30 = Morlaix ↔ Garlan ↔ Plouégat-Guérand ↔ Lanmeur ↔ Guimaëc ↔ Locquirec ↔ (Lannion - partenariat avec Lannion-Trégor Communauté)
- 40 = Morlaix ↔ Plouigneau ↔ Le Ponthou ↔ Plouégat-Moysan ↔ Guerlesquin ↔ Botsorhel
- 70 = Morlaix ↔ Saint-Thégonnec ↔ Loc-Eguiner-Saint-Thégonnec

En complément, 4 lignes interurbaines du réseau Penn-ar-Bed complètent la desserte des communes de Morlaix Communauté: 
- 28 = Morlaix ↔ Locquénolé ↔ Carantec
- 29 = Morlaix ↔ Taulé ↔ Henvic ↔ Roscoff
- 36 = Morlaix ↔ Plourin-lès-Morlaix ↔ Lannéanou ↔ Carhaix-Plouguer
- 60 = Morlaix ↔ Pleyber-Christ ↔ Plounéour-Ménez ↔ Huelgoat ↔ Quimper

Lors de la mise en service de cette restructuration, les marchés publics d'exploitation sont renouvelés et attribués aux entreprises suivantes:
- Voyages Merer pour la Ligne 20
- Cars Rolland pour la Ligne 40
- CAT 29 pour la Ligne 70 ainsi que les lignes 28, 29, 36 et 60
- Keolis Armor pour la Ligne 30

En septembre 2013, le réseau désigné jusqu'à lors par "réseau péri-urbain" devient "Linéo" pour améliorer la lisibilité des lignes. Le réseau ne subira aucune grosse modification jusqu'à la création du réseau Linéotim en 2018 et la disparition de la marque Linéo.

Logo de Linéo jusqu'en 2018

## Le parc du réseau Linéotim

### Parc actuel
| N° de parc | Marque     | Modèle                 | Immatriculation | Mise en service | Affectation | Notes |
| ---------- | ---------- | ---------------------- | --------------- | --------------- | ----------- | ----- |
| 42         | HeuliezBus | GX 327                 | BY-666-HH       | mai 2007        | réserve     |       |
| 43         | HeuliezBus | GX 327                 | AV-602-GY       | juin 2010       | 1,2         |       |
| 44         | HeuliezBus | GX 127 L               | AT-467-SC       | juin 2010       | 3,4,5,6,N2  |       |
| 45         | HeuliezBus | GX 327                 | AV-532-GY       | juin 2010       | 1,2         |       |
| 46         | HeuliezBus | GX 127 L               | BK-197-NE       | mars 2011       | 3,4,5,6,N2  |       |
| 47         | HeuliezBus | GX 327                 | BK-896-ND       | mars 2011       | 1,2         |       |
| 48         | HeuliezBus | GX 127 L               | DB-077-LT       | décembre 2013   | 3,4,5,6,N2  |       |
| 49         | HeuliezBus | GX 327                 | DB-267-LT       | décembre 2013   | 1,2         |       |
| 52         | HeuliezBus | GX 337                 | DX-131-KS       | novembre 2015   | 1,2         |       |
| 53         | Renault    | Master III             | FD-001-PN       | février 2019    | Flexo PMR   |       |
| 54         | HeuliezBus | GX 137 L               | FE-554-ZE       | avril 2019      | 3,4,5,6,N2  |       |
| 55         | HeuliezBus | GX 337 Hybride         | FE-811-ZE       | mars 2019       | 1,2         |       |
| 56         | Bolloré    | Bluebus 6 IT3          | GK-325-MM       | décembre 2022   | N1,N2       |       |
| 57         | Bolloré    | Bluebus 6 IT3          | GK-441-MM       | décembre 2022   | N1,N2       |       |
| 58         | MAN        | Lion's City 12 Hybride | GR-714-GL       | septembre 2023  | 1,2         |       |
| 59         | Mercedes   | Citaro K C2 Hybride    | GV-750-EN       | février 2024    | 3,4,5,6,N2  |       |
| 60         | Renault    | Master III             | GX-991-ZZ       | juillet 2024    | Flexo PMR   |       |

### Anciens véhicules du réseau
| N° de parc | Marque     | Modèle     | Immatriculation | Mise en service | Arrivée sur réseau | Date de réforme | Notes                        |
| ---------- | ---------- | ---------- | --------------- | --------------- | ------------------ | --------------- | ---------------------------- |
| 11         | Renault    | PR 100.MI  | 8205 TP 29      | avril 1983      | décembre 1985      | mai 2004        | Ex-Démonstration             |
| 12         | Renault    | PR 100.MI  | 5322 SK 29      | décembre 1980   | février 1995       | juin 1999       | Ex-Brest                     |
| 17         | Renault    | PR 100.MI  | 2112 SJ 29      | octobre 1980    | octobre 1991       | juin 1997       | Ex-Brest                     |
| 18         | Renault    | PR 100.MI  | 2110 SJ 29      | octobre 1980    | octobre 1991       | juin 1998       | Ex-Brest                     |
| 19         | Renault    | PR 100.MI  | 1205 TV 29      | septembre 1981  | août 1986          | février 2001    | Ex-Démonstration             |
| 20         | Renault    | PR 100.MI  | 4225 VA 29      | juillet 1987    | juillet 1987       | décembre 2006   |                              |
| 21         | Renault    | PR 100.MI  | 1035 VA 29      | 1985            | juin 1987          | juin 2002       | Ex-Démonstration             |
| 22         | Renault    | PR 100.2   | 7262 VF 29      | juin 1988       | juin 1988          | septembre 2011  |                              |
| 23         | Renault    | Master I   | 5454 WB 29      | août 1989       | août 1989          | septembre 2004  |                              |
| 31         | HeuliezBus | GX 107     | 4848 XB 29      | janvier 1995    | janvier 1995       | décembre 2013   |                              |
| 32         | Renault    | PR 180.MI  | 4446 XP 29      | mai 1983        | novembre 1996      | décembre 2003   | Ex-Orléans                   |
| 33         | HeuliezBus | GX 77 H    | 4844 XR 29      | mars 1997       | mars 1997          | août 2010       | Revendu Niort                |
| 34         | Heuliez    | GX 317     | 1779 YC 29      | octobre 1998    | octobre 1998       | décembre 2015   | Revendu Aéroport Nantes      |
| 35         | Renault    | PR 100.2   | 7860 VJ 29      | novembre 1988   | juin 1999          | août 2010       | Ex-Brest                     |
| 36         | HeuliezBus | GX 317     | CK-355-QX       | février 2001    | février 2001       | août 2019       | Sauvegardé par AMTUIR        |
| 37         | HeuliezBus | GX 107     | 8740 YZ 29      | mars 1990       | août 2001          | juillet 2011    | Ex-Daniel Meyer              |
| 38         | HeuliezBus | GX 317     | BY-592-HH       | octobre 2003    | octobre 2003       | avril 2023      |                              |
| 39         | Renault    | PR 100.2   | 6017 ZX 29      | novembre 1986   | juillet 2004       | mars 2009       | Ex-Monaco, Ex-Saintes        |
| 40         | HeuliezBus | GX 317     | BJ-175-ZF       | février 2005    | février 2005       | janvier 2023    |                              |
| 41         | Renault    | Master II  | 45 AHD 29       | avril 2004      | juillet 2005       | mai 2019        | Ex-Location, revendu Quimper |
| 51         | Fiat       | Ducato III | AV-388-YK       | juin 2010       | juin 2010          | juillet 2024    | Service Flexo PMR            |

## Lignes du réseau
Le réseau urbain est composé de 8 lignes urbaines, de 8 lignes périurbaines et de 33 services scolaires. L'offre est complétée par 3 lignes régionales du réseau BreizhGo et de 3 lignes estivales.

### Lignes urbaines
| Ligne | Caractéristiques | Caractéristiques                                | Caractéristiques                                | Caractéristiques                                | Caractéristiques                                | Caractéristiques                                | Caractéristiques                                | Caractéristiques                                | Caractéristiques                                |
| L1    | Keriven ⥋ Solidarité | Keriven ⥋ Solidarité                            | Keriven ⥋ Solidarité                            | Keriven ⥋ Solidarité                            | Keriven ⥋ Solidarité                            | Keriven ⥋ Solidarité                            | Keriven ⥋ Solidarité                            | Keriven ⥋ Solidarité                            | Keriven ⥋ Solidarité                            |
| ----- | --- | ----------------------------------------------- | ----------------------------------------------- | ----------------------------------------------- | ----------------------------------------------- | ----------------------------------------------- | ----------------------------------------------- | ----------------------------------------------- | ----------------------------------------------- |
| L1    | Ouverture / Fermeture 7 juillet 2018 / —                                                                                     | Longueur 6,0 km à 6,5 km                        | Durée 21 à 24 min                               | Nb. d’arrêts 21 à 24                            | Matériel Bus standard                           | Jours de fonctionnement L, Ma, Me, J, V, S      | Jour / Soir / Nuit / Fêtes O / N / N / N        | Voy. / an 470 911 (2 024)                       | Exploitant Keolis Morlaix Communauté            |
| L1    | Desserte : Morlaix et Saint-Martin-des-Champs                                                                                |                                                 |                                                 |                                                 |                                                 |                                                 |                                                 |                                                 |                                                 |
| L1    | Autre : Certaines courses effectuent un terminus partiel à l'arrêt "C.C. Saint-Martin"                                       |                                                 |                                                 |                                                 |                                                 |                                                 |                                                 |                                                 |                                                 |
| L1    | Dernière actualisation : —                                                                                                   |                                                 |                                                 |                                                 |                                                 |                                                 |                                                 |                                                 |                                                 |
| L2    | Espace Aquatique ⥋ Aéroport                                                                                                  | Espace Aquatique ⥋ Aéroport                     | Espace Aquatique ⥋ Aéroport                     | Espace Aquatique ⥋ Aéroport                     | Espace Aquatique ⥋ Aéroport                     | Espace Aquatique ⥋ Aéroport                     | Espace Aquatique ⥋ Aéroport                     | Espace Aquatique ⥋ Aéroport                     | Espace Aquatique ⥋ Aéroport                     |
| L2    | Ouverture / Fermeture 7 juillet 2018 / —                                                                                     | Longueur 7,0 à 9,8 km                           | Durée 25 à 33 min                               | Nb. d’arrêts 25 à 33                            | Matériel Bus standard                           | Jours de fonctionnement L, Ma, Me, J, V, S      | Jour / Soir / Nuit / Fêtes O / O / N / N        | Voy. / an 420 887 (2 024)                       | Exploitant Keolis Morlaix Communauté            |
| L2    | Desserte : Morlaix et Plourin-lès-Morlaix                                                                                    |                                                 |                                                 |                                                 |                                                 |                                                 |                                                 |                                                 |                                                 |
| L2    | Autre : Certaines courses effectuent un terminus partiel aux arrêts: "C.C. Saint-Fiacre", "C.C. La Boissière" ou "Kergariou" |                                                 |                                                 |                                                 |                                                 |                                                 |                                                 |                                                 |                                                 |
| L2    | Dernière actualisation : —                                                                                                   |                                                 |                                                 |                                                 |                                                 |                                                 |                                                 |                                                 |                                                 |
| L3    | Le Launay ⥋ Ploujean Place                                                                                                   | Le Launay ⥋ Ploujean Place                      | Le Launay ⥋ Ploujean Place                      | Le Launay ⥋ Ploujean Place                      | Le Launay ⥋ Ploujean Place                      | Le Launay ⥋ Ploujean Place                      | Le Launay ⥋ Ploujean Place                      | Le Launay ⥋ Ploujean Place                      | Le Launay ⥋ Ploujean Place                      |
| L3    | Ouverture / Fermeture 7 juillet 2018 / —                                                                                     | Longueur 8,1 à 13,5 km                          | Durée 22 à 33 min                               | Nb. d’arrêts 21 à 30                            | Matériel Midibus                                | Jours de fonctionnement L, Ma, Me, J, V, S      | Jour / Soir / Nuit / Fêtes O / N / N / N        | Voy. / an 132 860 (2 024)                       | Exploitant Keolis Morlaix Communauté            |
| L3    | Desserte : Morlaix et Saint-Martin-des-Champs                                                                                |                                                 |                                                 |                                                 |                                                 |                                                 |                                                 |                                                 |                                                 |
| L3    | Autre : Certaines courses effectuent un terminus partiel à l'arrêt: "Rd-Pt du Gouëlou"                                       |                                                 |                                                 |                                                 |                                                 |                                                 |                                                 |                                                 |                                                 |
| L3    | Dernière actualisation : —                                                                                                   |                                                 |                                                 |                                                 |                                                 |                                                 |                                                 |                                                 |                                                 |
| L4    | C.C. Saint-Martin ⥋ Penlan                                                                                                   | C.C. Saint-Martin ⥋ Penlan                      | C.C. Saint-Martin ⥋ Penlan                      | C.C. Saint-Martin ⥋ Penlan                      | C.C. Saint-Martin ⥋ Penlan                      | C.C. Saint-Martin ⥋ Penlan                      | C.C. Saint-Martin ⥋ Penlan                      | C.C. Saint-Martin ⥋ Penlan                      | C.C. Saint-Martin ⥋ Penlan                      |
| L4    | Ouverture / Fermeture 7 juillet 2018 / —                                                                                     | Longueur 6,5 à 7,8 km                           | Durée 22 à 25 min                               | Nb. d’arrêts 20 à 23                            | Matériel Midibus                                | Jours de fonctionnement L, Ma, Me, J, V, S      | Jour / Soir / Nuit / Fêtes O / N / N / N        | Voy. / an 62 001 (2 024)                        | Exploitant Keolis Morlaix Communauté            |
| L4    | Desserte : Morlaix et Saint-Martin-des-Champs                                                                                |                                                 |                                                 |                                                 |                                                 |                                                 |                                                 |                                                 |                                                 |
| L4    | Autre : Certaines courses effectuent la desserte des arrêts "L'Orée du Bois" et "Trévidy" les mardis et vendredis matin.     |                                                 |                                                 |                                                 |                                                 |                                                 |                                                 |                                                 |                                                 |
| L4    | Dernière actualisation : —                                                                                                   |                                                 |                                                 |                                                 |                                                 |                                                 |                                                 |                                                 |                                                 |
| L5    | Les Morlaisiennes ⥋ Plourin-lès-Morlaix - Bourg                                                                              | Les Morlaisiennes ⥋ Plourin-lès-Morlaix - Bourg | Les Morlaisiennes ⥋ Plourin-lès-Morlaix - Bourg | Les Morlaisiennes ⥋ Plourin-lès-Morlaix - Bourg | Les Morlaisiennes ⥋ Plourin-lès-Morlaix - Bourg | Les Morlaisiennes ⥋ Plourin-lès-Morlaix - Bourg | Les Morlaisiennes ⥋ Plourin-lès-Morlaix - Bourg | Les Morlaisiennes ⥋ Plourin-lès-Morlaix - Bourg | Les Morlaisiennes ⥋ Plourin-lès-Morlaix - Bourg |
| L5    | Ouverture / Fermeture 7 juillet 2025 / —                                                                                     | Longueur 5,8 à 6,3 km                           | Durée 12 min                                    | Nb. d’arrêts 7                                  | Matériel Midibus                                | Jours de fonctionnement L, Ma, Me, J, V, S      | Jour / Soir / Nuit / Fêtes N / N / N / N        | Voy. / an -                                     | Exploitant Keolis Morlaix Communauté            |
| L5    | Desserte : Morlaix et Plourin-lès-Morlaix                                                                                    |                                                 |                                                 |                                                 |                                                 |                                                 |                                                 |                                                 |                                                 |
| L5    | Autre : Correspondance entre les lignes 5 et 50 à l'arrêt "Plourin-les-Morlaix Bourg".                                       |                                                 |                                                 |                                                 |                                                 |                                                 |                                                 |                                                 |                                                 |
| L5    | Dernière actualisation : —                                                                                                   |                                                 |                                                 |                                                 |                                                 |                                                 |                                                 |                                                 |                                                 |
| L6    | Myrtilles ⥋ Place Cornic | Myrtilles ⥋ Place Cornic                        | Myrtilles ⥋ Place Cornic                        | Myrtilles ⥋ Place Cornic                        | Myrtilles ⥋ Place Cornic                        | Myrtilles ⥋ Place Cornic                        | Myrtilles ⥋ Place Cornic                        | Myrtilles ⥋ Place Cornic                        | Myrtilles ⥋ Place Cornic                        |
| L6    | Ouverture / Fermeture 7 juillet 2025 / —                                                                                     | Longueur 2,5 à 3,3 km                           | Durée 10 min                                    | Nb. d’arrêts 5                                  | Matériel Midibus                                | Jours de fonctionnement L, Ma, Me, J, V, S      | Jour / Soir / Nuit / Fêtes O / N / N / N        | Voy. / an -                                     | Exploitant Keolis Morlaix Communauté            |
| L6    | Desserte : Morlaix et Saint-Martin-des-Champs                                                                                |                                                 |                                                 |                                                 |                                                 |                                                 |                                                 |                                                 |                                                 |
| L6    | Autre : |                                                 |                                                 |                                                 |                                                 |                                                 |                                                 |                                                 |                                                 |
| L6    | Dernière actualisation : —                                                                                                   |                                                 |                                                 |                                                 |                                                 |                                                 |                                                 |                                                 |                                                 |
| N1    | Val Fleuri ⥋ Saint-François                                                                                                  | Val Fleuri ⥋ Saint-François                     | Val Fleuri ⥋ Saint-François                     | Val Fleuri ⥋ Saint-François                     | Val Fleuri ⥋ Saint-François                     | Val Fleuri ⥋ Saint-François                     | Val Fleuri ⥋ Saint-François                     | Val Fleuri ⥋ Saint-François                     | Val Fleuri ⥋ Saint-François                     |
| N1    | Ouverture / Fermeture 7 juillet 2021 / —                                                                                     | Longueur 1,8 à 4,8 km                           | Durée 9 à 16 min                                | Nb. d’arrêts 7 à 12                             | Matériel Minibus                                | Jours de fonctionnement L, Ma, Me, J, V, S      | Jour / Soir / Nuit / Fêtes O / N / N / N        | Voy. / an 35 208 (2 024)                        | Exploitant Keolis Morlaix Communauté            |
| N1    | Desserte : Morlaix et Saint-Martin-des-Champs                                                                                |                                                 |                                                 |                                                 |                                                 |                                                 |                                                 |                                                 |                                                 |
| N1    | Autre : Certaines courses effectuent un terminus partiel aux arrêts: "Le Pouliet" et "IUT".                                  |                                                 |                                                 |                                                 |                                                 |                                                 |                                                 |                                                 |                                                 |
| N1    | Dernière actualisation : —                                                                                                   |                                                 |                                                 |                                                 |                                                 |                                                 |                                                 |                                                 |                                                 |
| N2    | Gare SNCF ⥋ Place Cornic | Gare SNCF ⥋ Place Cornic                        | Gare SNCF ⥋ Place Cornic                        | Gare SNCF ⥋ Place Cornic                        | Gare SNCF ⥋ Place Cornic                        | Gare SNCF ⥋ Place Cornic                        | Gare SNCF ⥋ Place Cornic                        | Gare SNCF ⥋ Place Cornic                        | Gare SNCF ⥋ Place Cornic                        |
| N2    | Ouverture / Fermeture 2 janvier 2023 / —                                                                                     | Longueur 2,3 à 2,8 km                           | Durée 8 à 9 min                                 | Nb. d’arrêts 8                                  | Matériel Minibus                                | Jours de fonctionnement L, Ma, Me, J, V, S      | Jour / Soir / Nuit / Fêtes O / N / N / N        | Voy. / an 55 033 (2 024)                        | Exploitant Keolis Morlaix Communauté            |
| N2    | Desserte : Morlaix |                                                 |                                                 |                                                 |                                                 |                                                 |                                                 |                                                 |                                                 |
| N2    | Autre : |                                                 |                                                 |                                                 |                                                 |                                                 |                                                 |                                                 |                                                 |
| N2    | Dernière actualisation : —                                                                                                   |                                                 |                                                 |                                                 |                                                 |                                                 |                                                 |                                                 |                                                 |

### Lignes périurbaines
| Ligne | Caractéristiques | Caractéristiques                                                      | Caractéristiques                                                      | Caractéristiques                                                      | Caractéristiques                                                      | Caractéristiques                                                      | Caractéristiques                                                      | Caractéristiques                                                      | Caractéristiques                                                      |
| 20    | Morlaix - Gare SNCF ⥋ Saint-Jean-du-Doigt - Bourg | Morlaix - Gare SNCF ⥋ Saint-Jean-du-Doigt - Bourg                     | Morlaix - Gare SNCF ⥋ Saint-Jean-du-Doigt - Bourg                     | Morlaix - Gare SNCF ⥋ Saint-Jean-du-Doigt - Bourg                     | Morlaix - Gare SNCF ⥋ Saint-Jean-du-Doigt - Bourg                     | Morlaix - Gare SNCF ⥋ Saint-Jean-du-Doigt - Bourg                     | Morlaix - Gare SNCF ⥋ Saint-Jean-du-Doigt - Bourg                     | Morlaix - Gare SNCF ⥋ Saint-Jean-du-Doigt - Bourg                     | Morlaix - Gare SNCF ⥋ Saint-Jean-du-Doigt - Bourg                     |
| ----- | --- | --------------------------------------------------------------------- | --------------------------------------------------------------------- | --------------------------------------------------------------------- | --------------------------------------------------------------------- | --------------------------------------------------------------------- | --------------------------------------------------------------------- | --------------------------------------------------------------------- | --------------------------------------------------------------------- |
| 20    | Ouverture / Fermeture 4 janvier 2004 / — | Longueur 33,2 km                                                      | Durée 49 à 60 min                                                     | Nb. d’arrêts 7 à 27                                                   | Matériel Autocars                                                     | Jours de fonctionnement L, Ma, Me, J, V, S, D                         | Jour / Soir / Nuit / Fêtes O / N / N / O                              | Voy. / an 12 722 (2 024)                                              | Exploitant Voyages Merer (Océlorn)                                    |
| 20    | Desserte : Morlaix, Plouezoc'h, Plougasnou et Saint-Jean-du-Doigt                                                                                               |                                                                       |                                                                       |                                                                       |                                                                       |                                                                       |                                                                       |                                                                       |                                                                       |
| 20    | Autre : Présence d'un service express le matin en semaine vers Morlaix.                                                                                         |                                                                       |                                                                       |                                                                       |                                                                       |                                                                       |                                                                       |                                                                       |                                                                       |
| 20    | Dernière actualisation : — |                                                                       |                                                                       |                                                                       |                                                                       |                                                                       |                                                                       |                                                                       |                                                                       |
| 20+   | Plouezoc'h - Le Plessis ⥋ Plougasnou - Office Notarial | Plouezoc'h - Le Plessis ⥋ Plougasnou - Office Notarial                | Plouezoc'h - Le Plessis ⥋ Plougasnou - Office Notarial                | Plouezoc'h - Le Plessis ⥋ Plougasnou - Office Notarial                | Plouezoc'h - Le Plessis ⥋ Plougasnou - Office Notarial                | Plouezoc'h - Le Plessis ⥋ Plougasnou - Office Notarial                | Plouezoc'h - Le Plessis ⥋ Plougasnou - Office Notarial                | Plouezoc'h - Le Plessis ⥋ Plougasnou - Office Notarial                | Plouezoc'h - Le Plessis ⥋ Plougasnou - Office Notarial                |
| 20+   | Ouverture / Fermeture — / — | Longueur 7,7 km                                                       | Durée 20 min                                                          | Nb. d’arrêts 7                                                        | Matériel Taxis et autocars                                            | Jours de fonctionnement L, Ma, Me, J, V, S, D                         | Jour / Soir / Nuit / Fêtes O / N / N / O                              | Voy. / an 1 540 (2 024)                                               | Exploitant Voyages Merer (Océlorn)                                    |
| 20+   | Desserte : Plouezoc'h et Plougasnou |                                                                       |                                                                       |                                                                       |                                                                       |                                                                       |                                                                       |                                                                       |                                                                       |
| 20+   | Autre : Service en correspondance avec la ligne régulière 20 sur demande uniquement.                                                                            |                                                                       |                                                                       |                                                                       |                                                                       |                                                                       |                                                                       |                                                                       |                                                                       |
| 20+   | Dernière actualisation : — |                                                                       |                                                                       |                                                                       |                                                                       |                                                                       |                                                                       |                                                                       |                                                                       |
| 30    | Morlaix - Gare SNCF ⥋ Lannion - Gare SNCF | Morlaix - Gare SNCF ⥋ Lannion - Gare SNCF                             | Morlaix - Gare SNCF ⥋ Lannion - Gare SNCF                             | Morlaix - Gare SNCF ⥋ Lannion - Gare SNCF                             | Morlaix - Gare SNCF ⥋ Lannion - Gare SNCF                             | Morlaix - Gare SNCF ⥋ Lannion - Gare SNCF                             | Morlaix - Gare SNCF ⥋ Lannion - Gare SNCF                             | Morlaix - Gare SNCF ⥋ Lannion - Gare SNCF                             | Morlaix - Gare SNCF ⥋ Lannion - Gare SNCF                             |
| 30    | Ouverture / Fermeture — / — | Longueur 25,2 km                                                      | Durée 36 min                                                          | Nb. d’arrêts 14                                                       | Matériel Autocars                                                     | Jours de fonctionnement L, Ma, Me, J, V, S, D                         | Jour / Soir / Nuit / Fêtes O / N / N / O                              | Voy. / an —                                                           | Exploitant Cars Rolland (Océlorn)                                     |
| 30    | Desserte : Morlaix, Garlan, Lanmeur, Guimaëc, Locquirec (↔ Lannion ; partenariat avec Lannion-Trégor Communauté)                                                |                                                                       |                                                                       |                                                                       |                                                                       |                                                                       |                                                                       |                                                                       |                                                                       |
| 30    | Autre : Les information présentées concernent uniquement la partie dépendante de Morlaix Communauté.                                                            |                                                                       |                                                                       |                                                                       |                                                                       |                                                                       |                                                                       |                                                                       |                                                                       |
| 30    | Dernière actualisation : — |                                                                       |                                                                       |                                                                       |                                                                       |                                                                       |                                                                       |                                                                       |                                                                       |
| 40    | Morlaix - Gare SNCF ⥋ Botsorhel - Bourg | Morlaix - Gare SNCF ⥋ Botsorhel - Bourg                               | Morlaix - Gare SNCF ⥋ Botsorhel - Bourg                               | Morlaix - Gare SNCF ⥋ Botsorhel - Bourg                               | Morlaix - Gare SNCF ⥋ Botsorhel - Bourg                               | Morlaix - Gare SNCF ⥋ Botsorhel - Bourg                               | Morlaix - Gare SNCF ⥋ Botsorhel - Bourg                               | Morlaix - Gare SNCF ⥋ Botsorhel - Bourg                               | Morlaix - Gare SNCF ⥋ Botsorhel - Bourg                               |
| 40    | Ouverture / Fermeture 4 janvier 2004 / — | Longueur 12,6 à 35 km                                                 | Durée 28 à 65 min                                                     | Nb. d’arrêts 9 à 22                                                   | Matériel Autocars                                                     | Jours de fonctionnement L, Ma, Me, J, V, S                            | Jour / Soir / Nuit / Fêtes O / N / N / N                              | Voy. / an 106 484 (2 024)                                             | Exploitant Cars Rolland (Océlorn)                                     |
| 40    | Desserte : Morlaix, Plouigneau, Plouégat-Moysan, Guerlesquin et Botsorhel                                                                                       |                                                                       |                                                                       |                                                                       |                                                                       |                                                                       |                                                                       |                                                                       |                                                                       |
| 40    | Autre : Présence d'un service express aller-retour en semaine. Sur certaines courses, la desserte de Plouégat-Moysan, Guerlesquin et Botsorhel est sur demande. |                                                                       |                                                                       |                                                                       |                                                                       |                                                                       |                                                                       |                                                                       |                                                                       |
| 40    | Dernière actualisation : — |                                                                       |                                                                       |                                                                       |                                                                       |                                                                       |                                                                       |                                                                       |                                                                       |
| 50    | Plourin-lès-Morlaix - Bourg ⥋ Le Cloître-Saint-Thégonnec - Mairie                                                                                               | Plourin-lès-Morlaix - Bourg ⥋ Le Cloître-Saint-Thégonnec - Mairie     | Plourin-lès-Morlaix - Bourg ⥋ Le Cloître-Saint-Thégonnec - Mairie     | Plourin-lès-Morlaix - Bourg ⥋ Le Cloître-Saint-Thégonnec - Mairie     | Plourin-lès-Morlaix - Bourg ⥋ Le Cloître-Saint-Thégonnec - Mairie     | Plourin-lès-Morlaix - Bourg ⥋ Le Cloître-Saint-Thégonnec - Mairie     | Plourin-lès-Morlaix - Bourg ⥋ Le Cloître-Saint-Thégonnec - Mairie     | Plourin-lès-Morlaix - Bourg ⥋ Le Cloître-Saint-Thégonnec - Mairie     | Plourin-lès-Morlaix - Bourg ⥋ Le Cloître-Saint-Thégonnec - Mairie     |
| 50    | Ouverture / Fermeture 7 juillet 2025 / — | Longueur 22,5 km                                                      | Durée 25 min                                                          | Nb. d’arrêts 8                                                        | Matériel Autocars                                                     | Jours de fonctionnement L, Ma, Me, J, V, S                            | Jour / Soir / Nuit / Fêtes O / N / N / N                              | Voy. / an 9 664 (2 024)                                               | Exploitant Keolis Armor                                               |
| 50    | Desserte : Plourin-lès-Morlaix, Plougonven, Lannéanou et Le Cloître-Saint-Thégonnec                                                                             |                                                                       |                                                                       |                                                                       |                                                                       |                                                                       |                                                                       |                                                                       |                                                                       |
| 50    | Autre : Trois courses sont proposées à la demande. La fréquentation de 2024 comprend l'ancienne ligne 36+ ainsi que le TAD associé.                             |                                                                       |                                                                       |                                                                       |                                                                       |                                                                       |                                                                       |                                                                       |                                                                       |
| 50    | Dernière actualisation : — |                                                                       |                                                                       |                                                                       |                                                                       |                                                                       |                                                                       |                                                                       |                                                                       |
| 60    | Morlaix - Théâtre ⥋ Plounéour-Ménez - Bourg | Morlaix - Théâtre ⥋ Plounéour-Ménez - Bourg                           | Morlaix - Théâtre ⥋ Plounéour-Ménez - Bourg                           | Morlaix - Théâtre ⥋ Plounéour-Ménez - Bourg                           | Morlaix - Théâtre ⥋ Plounéour-Ménez - Bourg                           | Morlaix - Théâtre ⥋ Plounéour-Ménez - Bourg                           | Morlaix - Théâtre ⥋ Plounéour-Ménez - Bourg                           | Morlaix - Théâtre ⥋ Plounéour-Ménez - Bourg                           | Morlaix - Théâtre ⥋ Plounéour-Ménez - Bourg                           |
| 60    | Ouverture / Fermeture 7 juillet 2025 / — | Longueur 12,6 à 21 km                                                 | Durée 18 à 26 min                                                     | Nb. d’arrêts 9 à 11                                                   | Matériel Autocars                                                     | Jours de fonctionnement L, Ma, Me, J, V                               | Jour / Soir / Nuit / Fêtes O / N / N / N                              | Voy. / an —                                                           | Exploitant Keolis Armor                                               |
| 60    | Desserte : Morlaix, Saint-Martin-des-Champs,Pleyber-Christ et Plounéour-Ménez                                                                                   |                                                                       |                                                                       |                                                                       |                                                                       |                                                                       |                                                                       |                                                                       |                                                                       |
| 60    | Autre : La desserte de Plounéour-Ménez est effectué à la demande sur chaque course.                                                                             |                                                                       |                                                                       |                                                                       |                                                                       |                                                                       |                                                                       |                                                                       |                                                                       |
| 60    | Dernière actualisation : — |                                                                       |                                                                       |                                                                       |                                                                       |                                                                       |                                                                       |                                                                       |                                                                       |
| 70    | Morlaix - Gare SNCF ⥋ Saint-Thégonnec Loc-Eguiner - Loc-Eguiner Bourg                                                                                           | Morlaix - Gare SNCF ⥋ Saint-Thégonnec Loc-Eguiner - Loc-Eguiner Bourg | Morlaix - Gare SNCF ⥋ Saint-Thégonnec Loc-Eguiner - Loc-Eguiner Bourg | Morlaix - Gare SNCF ⥋ Saint-Thégonnec Loc-Eguiner - Loc-Eguiner Bourg | Morlaix - Gare SNCF ⥋ Saint-Thégonnec Loc-Eguiner - Loc-Eguiner Bourg | Morlaix - Gare SNCF ⥋ Saint-Thégonnec Loc-Eguiner - Loc-Eguiner Bourg | Morlaix - Gare SNCF ⥋ Saint-Thégonnec Loc-Eguiner - Loc-Eguiner Bourg | Morlaix - Gare SNCF ⥋ Saint-Thégonnec Loc-Eguiner - Loc-Eguiner Bourg | Morlaix - Gare SNCF ⥋ Saint-Thégonnec Loc-Eguiner - Loc-Eguiner Bourg |
| 70    | Ouverture / Fermeture 3 janvier 2011 / — | Longueur 22 km                                                        | Durée 30 à 35 min                                                     | Nb. d’arrêts 8                                                        | Matériel Taxis et autocars                                            | Jours de fonctionnement L, Ma, Me, J, V, S                            | Jour / Soir / Nuit / Fêtes O / N / N / N                              | Voy. / an 4 615 (2 024)                                               | Exploitant Keolis Armor                                               |
| 70    | Desserte : Morlaix, Saint-Martin-des-Champs, Sainte-Sève et Saint-Thégonnec Loc-Eguiner                                                                         |                                                                       |                                                                       |                                                                       |                                                                       |                                                                       |                                                                       |                                                                       |                                                                       |
| 70    | Autre : Cinq courses sont proposées à la demande. Dessert Sainte-Sève depuis le 07 juillet 2025.                                                                |                                                                       |                                                                       |                                                                       |                                                                       |                                                                       |                                                                       |                                                                       |                                                                       |
| 70    | Dernière actualisation : — |                                                                       |                                                                       |                                                                       |                                                                       |                                                                       |                                                                       |                                                                       |                                                                       |
| 80    | Morlaix - Gare SNCF ⥋ Carantec - Collège des Deux Baies | Morlaix - Gare SNCF ⥋ Carantec - Collège des Deux Baies               | Morlaix - Gare SNCF ⥋ Carantec - Collège des Deux Baies               | Morlaix - Gare SNCF ⥋ Carantec - Collège des Deux Baies               | Morlaix - Gare SNCF ⥋ Carantec - Collège des Deux Baies               | Morlaix - Gare SNCF ⥋ Carantec - Collège des Deux Baies               | Morlaix - Gare SNCF ⥋ Carantec - Collège des Deux Baies               | Morlaix - Gare SNCF ⥋ Carantec - Collège des Deux Baies               | Morlaix - Gare SNCF ⥋ Carantec - Collège des Deux Baies               |
| 80    | Ouverture / Fermeture 3 janvier 2011 / — | Longueur 14,6 km                                                      | Durée 30 min                                                          | Nb. d’arrêts 6                                                        | Matériel Autocars                                                     | Jours de fonctionnement L, Ma, Me, J, V, S, D                         | Jour / Soir / Nuit / Fêtes O / N / N / O                              | Voy. / an 28 298 (2 024)                                              | Exploitant Cars Rolland (Océlorn)                                     |
| 80    | Desserte : Morlaix, Locquénolé et Carantec |                                                                       |                                                                       |                                                                       |                                                                       |                                                                       |                                                                       |                                                                       |                                                                       |
| 80    | Autre : Ancienne ligne 28 du conseil général intégrée au réseau Linéotim en 2017.                                                                               |                                                                       |                                                                       |                                                                       |                                                                       |                                                                       |                                                                       |                                                                       |                                                                       |
| 80    | Dernière actualisation : — |                                                                       |                                                                       |                                                                       |                                                                       |                                                                       |                                                                       |                                                                       |                                                                       |

### Lignes scolaires
Depuis la rentrée de janvier 2023, l'ensemble des services scolaires du réseau Linéotim sont exploités en autocar en lien avec la mise en application de la LOM. Le réseau scolaire est composé des lignes suivantes:
- A = Pors an Trez ↔ Lycée Tristan Corbière
- B = Vierge Noire ↔ Lycée Tristan Corbière
- C = Rue de la Baie ↔ Collège Mendès France
- D = Gare SNCF / Lycée Tristan Corbière / Place Cornic ↔ Lycée de Suscinio
- 21 = Plouezoc'h ↔ Saint-Jean-du-Doigt ↔ Plougasnou
- 30A = Locquirec ↔ Guimaëc ↔ Lanmeur ↔ Garlan ↔ Morlaix ↔ Plourin-lès-Morlaix
- 31 = Plougasnou ↔ Saint-Jean-du-Doigt ↔ Guimaëc ↔ Locquirec ↔ Lanmeur
- 32 = Plouezoc'h ↔ Plougasnou ↔ Saint-Jean-du-Doigt ↔ Garlan ↔ Lanmeur
- 33 = Plouigneau ↔ Plouégat-Guérand ↔ Lanmeur
- 34 = Morlaix ↔ Garlan ↔ Lanmeur
- 39 = Plouégat-Guérand ↔ Plouigneau ↔ Garlan ↔ Plourin-lès-Morlaix
- 40A = Plouigneau ↔ Plouégat-Moysan ↔ Guerlesquin
- 41 = Plougonven ↔ Lannéanou ↔ Scrignac ↔ Botsorhel ↔ Guerlesquin
- 42 = Morlaix ↔ Plouigneau ↔ Lannéanou ↔ Botsorhel ↔ Guerlesquin
- 46 = Plougasnou ↔ Guimaëc ↔ Lanmeur ↔ Plouégat-Guérand ↔ Plouigneau
- 47 = Morlaix ↔ Plouigneau
- 48 = Plouigneau ↔ Plouégat-Moysan ↔ Guerlesquin
- 50A = Plougonven ↔ Plourin-lès-Morlaix ↔ Morlaix
- 50B = Plougonven ↔ Morlaix
- 50C = Lannéanou ↔ Plougonven ↔ Le Cloître-Saint-Thégonnec ↔ Plourin-lès-Morlaix ↔ Morlaix
- 60A = Pleyber-Christ ↔ Plourin-lès-Morlaix
- 60B = Plounéour-Ménez ↔ Pleyber-Christ ↔ Plourin-lès-Morlaix
- 61 = Le Cloître-Saint-Thégonnec ↔ Plounéour-Ménez
- 62 = Saint-Thégonnec Loc-Eguiner ↔ Plounéour-Ménez
- 63A = Pleyber-Christ ↔ Plounéour-Ménez
- 63B = Pleyber-Christ ↔ Plounéour-Ménez
- 70BC = Plouvorn ↔ Guiclan ↔ Saint-Thégonnec Loc-Eguiner ↔ Sainte-Sève ↔ Saint-Martin-des-Champs ↔ Morlaix
- 71 = Guiclan ↔ Guimiliau ↔ Saint-Thégonnec Loc-Eguiner
- 73 = Pleyber-Christ ↔ Saint-Thégonnec Loc-Eguiner
- 80A = Henvic ↔ Carantec ↔ Taulé ↔ Locquénolé ↔ Saint-Martin-des-Champs ↔ Morlaix
- 80B = Henvic ↔ Taulé ↔ Morlaix
- 81 = Taulé ↔ Henvic ↔ Carantec

### Flexo

#### Lignes à la demande
| Ligne | Caractéristiques                                                      | Caractéristiques          | Caractéristiques          | Caractéristiques          | Caractéristiques          | Caractéristiques                           | Caractéristiques                         | Caractéristiques          | Caractéristiques          |
| Flexo | Flexo Le Binigou                                                      | Flexo Le Binigou          | Flexo Le Binigou          | Flexo Le Binigou          | Flexo Le Binigou          | Flexo Le Binigou                           | Flexo Le Binigou                         | Flexo Le Binigou          | Flexo Le Binigou          |
| Flexo | Place Cornic ⥋ Le Binigou                                             | Place Cornic ⥋ Le Binigou | Place Cornic ⥋ Le Binigou | Place Cornic ⥋ Le Binigou | Place Cornic ⥋ Le Binigou | Place Cornic ⥋ Le Binigou                  | Place Cornic ⥋ Le Binigou                | Place Cornic ⥋ Le Binigou | Place Cornic ⥋ Le Binigou |
| ----- | --------------------------------------------------------------------- | ------------------------- | ------------------------- | ------------------------- | ------------------------- | ------------------------------------------ | ---------------------------------------- | ------------------------- | ------------------------- |
| Flexo | Ouverture / Fermeture 3 juillet 2010 / 4 juillet 2025                 | Longueur —                | Durée —                   | Nb. d’arrêts 25           | Matériel Taxi             | Jours de fonctionnement L, Ma, Me, J, V, S | Jour / Soir / Nuit / Fêtes O / N / N / N | Voy. / an —               | Exploitant Affrété        |
| Flexo | Desserte : Morlaix et Saint-Martin-des-Champs                         |                           |                           |                           |                           |                                            |                                          |                           |                           |
| Flexo | Autre :                                                               |                           |                           |                           |                           |                                            |                                          |                           |                           |
| Flexo | Dernière actualisation : —                                            |                           |                           |                           |                           |                                            |                                          |                           |                           |
| Flexo | Flexo Plourin-Le Cloître                                              | Flexo Plourin-Le Cloître  | Flexo Plourin-Le Cloître  | Flexo Plourin-Le Cloître  | Flexo Plourin-Le Cloître  | Flexo Plourin-Le Cloître                   | Flexo Plourin-Le Cloître                 | Flexo Plourin-Le Cloître  | Flexo Plourin-Le Cloître  |
| Flexo | Place Cornic ⥋ Le Cloître-Saint-Thégonnec — Mairie                    |                           |                           |                           |                           |                                            |                                          |                           |                           |
| Flexo | Ouverture / Fermeture 19 avril 2010 / 4 juillet 2025                  | Longueur —                | Durée —                   | Nb. d’arrêts 6            | Matériel Taxi             | Jours de fonctionnement L, Ma, Me, J, V, S | Jour / Soir / Nuit / Fêtes O / N / N / N | Voy. / an —               | Exploitant Affrété        |
| Flexo | Desserte : Morlaix, Plourin-lès-Morlaix et Le Cloître-Saint-Thégonnec |                           |                           |                           |                           |                                            |                                          |                           |                           |
| Flexo | Autre :                                                               |                           |                           |                           |                           |                                            |                                          |                           |                           |
| Flexo | Dernière actualisation : —                                            |                           |                           |                           |                           |                                            |                                          |                           |                           |
| Flexo | Flexo Sainte-Sève                                                     | Flexo Sainte-Sève         | Flexo Sainte-Sève         | Flexo Sainte-Sève         | Flexo Sainte-Sève         | Flexo Sainte-Sève                          | Flexo Sainte-Sève                        | Flexo Sainte-Sève         | Flexo Sainte-Sève         |
| Flexo | Place Cornic ⥋ Sainte-Sève — Le Quinquis                              |                           |                           |                           |                           |                                            |                                          |                           |                           |
| Flexo | Ouverture / Fermeture 19 avril 2010 / 4 juillet 2025                  | Longueur —                | Durée —                   | Nb. d’arrêts 10           | Matériel Taxi             | Jours de fonctionnement L, Ma, Me, J, V, S | Jour / Soir / Nuit / Fêtes O / N / N / N | Voy. / an —               | Exploitant Affrété        |
| Flexo | Desserte : Morlaix, Saint-Martin-des-Champs et Sainte-Sève            |                           |                           |                           |                           |                                            |                                          |                           |                           |
| Flexo | Autre :                                                               |                           |                           |                           |                           |                                            |                                          |                           |                           |
| Flexo | Dernière actualisation : —                                            |                           |                           |                           |                           |                                            |                                          |                           |                           |

#### Flexo PMR, pour les personnes à mobilité réduite

Logo du service Flexo.

Desservant depuis février 2010, l'ensemble du territoire de Morlaix Communauté, ce service sur réservation permet aux personnes en situation de handicap de se déplacer du lundi au samedi hors jours fériés du domicile au lieu souhaité sous réserve que ce soit un déplacement autre que médical,.
Le service est accessible aux personnes ayant un handicap supérieur ou égal à 80 % et/ou une personne non-voyante disposant des cartes d'invalidité correspondantes ou d'une personne en court séjour inscrite à un service similaire.

### Lignes occasionnelles
| Ligne                      | Caractéristiques                                                                  | Caractéristiques                             | Caractéristiques                             | Caractéristiques                             | Caractéristiques                             | Caractéristiques                             | Caractéristiques                             | Caractéristiques                             | Caractéristiques                             |
| Navette panoramas          | Festival Panoramas                                                                | Festival Panoramas                           | Festival Panoramas                           | Festival Panoramas                           | Festival Panoramas                           | Festival Panoramas                           | Festival Panoramas                           | Festival Panoramas                           | Festival Panoramas                           |
| Navette panoramas          | Viaduc ⥋ Parc des expositions ↔ Gare S.N.C.F                                      | Viaduc ⥋ Parc des expositions ↔ Gare S.N.C.F | Viaduc ⥋ Parc des expositions ↔ Gare S.N.C.F | Viaduc ⥋ Parc des expositions ↔ Gare S.N.C.F | Viaduc ⥋ Parc des expositions ↔ Gare S.N.C.F | Viaduc ⥋ Parc des expositions ↔ Gare S.N.C.F | Viaduc ⥋ Parc des expositions ↔ Gare S.N.C.F | Viaduc ⥋ Parc des expositions ↔ Gare S.N.C.F | Viaduc ⥋ Parc des expositions ↔ Gare S.N.C.F |
| -------------------------- | --------------------------------------------------------------------------------- | -------------------------------------------- | -------------------------------------------- | -------------------------------------------- | -------------------------------------------- | -------------------------------------------- | -------------------------------------------- | -------------------------------------------- | -------------------------------------------- |
| Navette panoramas          | Ouverture / Fermeture — / —                                                       | Longueur —                                   | Durée —                                      | Nb. d’arrêts 3                               | Matériel GX 317 GX 327                       | Jours de fonctionnement Pendant le festival  | Jour / Soir / Nuit / Fêtes O / O / O / N     | Voy. / an —                                  | Exploitant Keolis Morlaix                    |
| Navette panoramas          | Desserte : Morlaix et Garlan                                                      |                                              |                                              |                                              |                                              |                                              |                                              |                                              |                                              |
| Navette panoramas          | Autre : Fonctionne durant le festival Panoramas qui a lieu tous les ans en avril. |                                              |                                              |                                              |                                              |                                              |                                              |                                              |                                              |
| Navette panoramas          | Dernière actualisation : —                                                        |                                              |                                              |                                              |                                              |                                              |                                              |                                              |                                              |
| Navette fête de la musique | Fête de la musique                                                                | Fête de la musique                           | Fête de la musique                           | Fête de la musique                           | Fête de la musique                           | Fête de la musique                           | Fête de la musique                           | Fête de la musique                           | Fête de la musique                           |
| Navette fête de la musique | Centre-Commercial St-Martin ⥋ Vierge Noire                                        |                                              |                                              |                                              |                                              |                                              |                                              |                                              |                                              |
| Navette fête de la musique | Ouverture / Fermeture — / —                                                       | Longueur —                                   | Durée —                                      | Nb. d’arrêts 19                              | Matériel GX 317 GX 327                       | Jours de fonctionnement Le soir de la fête   | Jour / Soir / Nuit / Fêtes N / O / N / N     | Voy. / an —                                  | Exploitant Keolis Morlaix                    |
| Navette fête de la musique | Desserte : Morlaix et Saint-Martin-des-Champs                                     |                                              |                                              |                                              |                                              |                                              |                                              |                                              |                                              |
| Navette fête de la musique | Autre : Fonctionne le soir de la fête de la musique.                              |                                              |                                              |                                              |                                              |                                              |                                              |                                              |                                              |
| Navette fête de la musique | Dernière actualisation : —                                                        |                                              |                                              |                                              |                                              |                                              |                                              |                                              |                                              |

### Lignes estivales
Les bus estivaux sont un service gratuit de Morlaix Communauté permettant de régler les problèmes de stationnement sur trois communes littorales: Carantec, Locquirec et Plougasnou. Ils fonctionnent durant l'été.
| Ligne                      | Caractéristiques                  | Caractéristiques                  | Caractéristiques                  | Caractéristiques                  | Caractéristiques                  | Caractéristiques                              | Caractéristiques                         | Caractéristiques                  | Caractéristiques                  |
| Navette estival carantec   | Service de bus estival Carantec   | Service de bus estival Carantec   | Service de bus estival Carantec   | Service de bus estival Carantec   | Service de bus estival Carantec   | Service de bus estival Carantec               | Service de bus estival Carantec          | Service de bus estival Carantec   | Service de bus estival Carantec   |
| Navette estival carantec   | Collège ⥋ Collège                 | Collège ⥋ Collège                 | Collège ⥋ Collège                 | Collège ⥋ Collège                 | Collège ⥋ Collège                 | Collège ⥋ Collège                             | Collège ⥋ Collège                        | Collège ⥋ Collège                 | Collège ⥋ Collège                 |
| -------------------------- | --------------------------------- | --------------------------------- | --------------------------------- | --------------------------------- | --------------------------------- | --------------------------------------------- | ---------------------------------------- | --------------------------------- | --------------------------------- |
| Navette estival carantec   | Ouverture / Fermeture — / —       | Longueur —                        | Durée —                           | Nb. d’arrêts —                    | Matériel Otokar Navigo            | Jours de fonctionnement L, Ma, Me, J, V, S, D | Jour / Soir / Nuit / Fêtes O / N / N / N | Voy. / an —                       | Exploitant Keolis Morlaix         |
| Navette estival carantec   | Desserte : Carantec               |                                   |                                   |                                   |                                   |                                               |                                          |                                   |                                   |
| Navette estival carantec   | Autre :                           |                                   |                                   |                                   |                                   |                                               |                                          |                                   |                                   |
| Navette estival carantec   | Dernière actualisation : —        |                                   |                                   |                                   |                                   |                                               |                                          |                                   |                                   |
| Navette estival Locquirec  | Service de bus estival Locquirec  | Service de bus estival Locquirec  | Service de bus estival Locquirec  | Service de bus estival Locquirec  | Service de bus estival Locquirec  | Service de bus estival Locquirec              | Service de bus estival Locquirec         | Service de bus estival Locquirec  | Service de bus estival Locquirec  |
| Navette estival Locquirec  | Fond de la Baie ⥋ Fond de la Baie |                                   |                                   |                                   |                                   |                                               |                                          |                                   |                                   |
| Navette estival Locquirec  | Ouverture / Fermeture — / —       | Longueur —                        | Durée —                           | Nb. d’arrêts —                    | Matériel Autocar                  | Jours de fonctionnement L, Ma, Me, J, V, S, D | Jour / Soir / Nuit / Fêtes O / N / N / N | Voy. / an —                       | Exploitant Keolis Morlaix         |
| Navette estival Locquirec  | Desserte : Locquirec              |                                   |                                   |                                   |                                   |                                               |                                          |                                   |                                   |
| Navette estival Locquirec  | Autre :                           |                                   |                                   |                                   |                                   |                                               |                                          |                                   |                                   |
| Navette estival Locquirec  | Dernière actualisation : —        |                                   |                                   |                                   |                                   |                                               |                                          |                                   |                                   |
| Navette estival plougasnou | Service de bus estival Plougasnou | Service de bus estival Plougasnou | Service de bus estival Plougasnou | Service de bus estival Plougasnou | Service de bus estival Plougasnou | Service de bus estival Plougasnou             | Service de bus estival Plougasnou        | Service de bus estival Plougasnou | Service de bus estival Plougasnou |
| Navette estival plougasnou | Port de Térénez ⥋ Bourg           |                                   |                                   |                                   |                                   |                                               |                                          |                                   |                                   |
| Navette estival plougasnou | Ouverture / Fermeture — / —       | Longueur —                        | Durée —                           | Nb. d’arrêts —                    | Matériel Autocar                  | Jours de fonctionnement L, Ma, Me, J, V, S, D | Jour / Soir / Nuit / Fêtes O / N / N / N | Voy. / an —                       | Exploitant Keolis Morlaix         |
| Navette estival plougasnou | Desserte : Plougasnou             |                                   |                                   |                                   |                                   |                                               |                                          |                                   |                                   |
| Navette estival plougasnou | Autre :                           |                                   |                                   |                                   |                                   |                                               |                                          |                                   |                                   |
| Navette estival plougasnou | Dernière actualisation : —        |                                   |                                   |                                   |                                   |                                               |                                          |                                   |                                   |

## Parc de véhicules

### Autocars
| Constructeur | Modèle       | Nombre | Numéros de parc | Période de mise en service           | Affectation              | Observation |
| ------------ | ------------ | ------ | --------------- | ------------------------------------ | ------------------------ | ----------- |
| Irisbus      | Crossway     | 3      | + 3 inconnu     | Septembre 2013                       | 20, 28, 30+, 36+, 40, 70 | –           |
| Irisbus      | Récréo II    | 5      | + 5 inconnu     | Entre septembre 2010 à décembre 2013 | 20, 28, 30+, 36+, 40, 70 | –           |
| Iveco Bus    | Crossway Pop | 1      | + 1 inconnu     | Août 2015                            | 20, 28, 30+, 36+, 40, 70 | –           |

## Tarification

### Tickets et abonnements après 2023
| Types de Billets            | Prix en euros | Modalités                                                               |
| Ticket à l'unité            | Gratuit       | Un voyage et une correspondance pendant 1 heure sur tout le réseau.     |
| Carnet de 10 tickets        | Gratuit       | Valable sur l’ensemble du réseau.                                       |
| Ticket correspondance       | Gratuit       | Correspondance gratuite sur le réseau Linéotim avec le réseau BreizhGo. |
| Carte annuelle tout public  | Gratuit       | Valable un an sur l’ensemble du réseau.                                 |
| Carte mensuelle tout public | Gratuit       | Valable un mois sur l’ensemble du réseau.                               |
| Carte annuelle jeunes       | Gratuit       | Valable un an sur l’ensemble du réseau.                                 |
| Carte mensuelle jeunes      | Gratuit       | Valable un mois sur l’ensemble du réseau.                               |
| Carte annuelle senior       | Gratuit       | Valable un an sur l’ensemble du réseau.                                 |
| Carte mensuelle senior      | Gratuit       | Valable un mois sur l’ensemble du réseau.                               |

En 2023, les bus qui desservent des villes de Morlaix Communauté deviennent gratuit. Sauf la ligne 30 qui va vers Lannion ou il faut payer pour le retours,.